# Адаптативні системи автоматичного регулювання
Адаптативні САР. Характерна особливість цих САР — здатність системи до самонастроювання (налагодження) при зміні характеристик об'єкта керування, властивостей вхідного сигналу і діючих збурень. У залежності від зовнішніх умов у цих системах з метою найкращого керування об'єктом змінюється спосіб функціонування системи або її структура. 
Для досягнення необхідних показників якості процесу керування до основної системи підключені наступні додаткові пристрої, які створюють контур самоналагодження: 
- пристрій аналізу вхідного сигналу, що оцінює властивості вхідного сигналу, наприклад, швидкість і прискорення зміни задаючого впливу, а також визначає спектральну щільність збурень. Такий аналіз необхідний для вибору критерію оптимальності системи;

- пристрій аналізу об'єкта, призначений для оцінки змін динамічних характеристик керованого об'єкта;

- обчислювальний пристрій, що визначає спосіб зміни характеристик основного керуючого пристрою (параметрів, структури або закону керування) на основі закладених в ньому критеріїв оптимальності системи;

- виконавчий пристрій контуру самоналагодження, виконує функцію настройки керуючого пристрою відповідно до сигналів, які надходять від обчислювального пристрою.

Роботу контуру самоналагодження можна представити як процес автоматичної настройки керуючого пристрою основної системи за сукупністю поточної інформації про змінні умови роботи для досягнення поставленої мети керування.